# Slavko Benedik
Slavko Benedik (Vojni Križ, 1880. – Zagreb, 1954.) bio je hrvatski arhitekt. Kraljevsku zemaljsku graditeljsku školu završio je u Zagrebu 1899. Do 1904. studira u Beču Wien Technische Hohschule. Od 1904. do 1905. vodi u Zagrebu vlastiti atelje. Od 1905. do 1931. radi u zajednici s Aladarom Baranyaijem.